# Centrale idroelettrica di Casteldelfino
La centrale idroelettrica di Casteldelfino è situata nel comune di Casteldelfino, in provincia di Cuneo.

## Caratteristiche
Si tratta di una centrale a serbatoio, equipaggiata con due gruppi turbina/alternatore, con turbine Francis ad asse verticale.